# Liste de revues historiques par année de création
Cette page présente une liste de revues historiques, classées par année de création.
- 1756 : The Annual Register
- 1827 : Rheinisches Museum für Philologie
- 1832 : Historisch-politische Zeitschrift, jusqu’en 1836
- 1839 : Revista do Instituto Histórico e Geográfico Brasileiro
- 1839 : Bibliothèque de l’École des chartes
- 1844 : Zeitschrift für Geschichtswissenschaft, jusqu’en 1848
- 1850 : Zeitschrift für die Geschichte des Oberrheins
- 1859 : Historische Zeitschrift
- 1866 : Hermes
- 1869 : Palestine Exploration Quarterly
- 1869 : Der Volksstaat, jusqu’en 1876
- 1876 : Revue historique
- 1880 : American Journal of Philology
- 1880 : Journal of Hellenic Studies
- 1884 : American Historical Review
- 1884 : Journal of Near Eastern Studies
- 1884 : Rivista storica italiana
- 1886 : Annales de Bretagne et des pays de l'Ouest
- 1886 : English Historical Review
- 1886 : Zeitschrift für Assyriologie und vorderasiatische Archäologie
- 1887 : Philologus
- 1888 : L'Année épigraphique
- 1890 : Gymnasium
- 1892 : American Jewish History
- 1897 : Waffen- und Kostümkunde, sous le titre Zeitschrift für historische Waffenkunde
- 1899 : Revue d'histoire moderne et contemporaine
- 1901 : Klio
- 1905 : Revue Mabillon
- 1906 : American Journal of Archaeology
- 1906 : Pacific Northwest Quarterly
- 1909 : Historia (revue française)
- 1909 : Mannus, jusqu’en 1942, puis de 1969 à 1994
- 1912 : Isis
- 1914 : Journal of American History, sous le nom de Mississippi Valley Historical Review
- 1914 : Journal of Egyptian Archaeology
- 1916 : Journal of Negro History
- 1917 : Germania
- 1921 : Revue d'histoire et de philosophie religieuses
- 1921 : Hespéris, issu de la fusion des Archives berbères et du Bulletin de l'Institut des hautes études marocaines
- 1925 : Bulletin of the History of Medicine
- 1925 : Gnomon
- 1927 : Antiquity
- 1928 : Scandia
- 1929 : Annales : Histoire, sciences sociales, sous le titre d’Annales d’histoire économique et sociale, Annales de Bourgogne.
- 1932 : Archivum Historicum Societatis Iesu
- 1947 : Revue d'histoire de l'Amérique française
- 1950 : Centaurus
- 1950 : Historia (revue allemande)
- 1951 : History Today, revue mensuelle britannique
- 1952 : Past & Present
- 1953 : Ethnographisch-archäologische Zeitschrift, sous le titre Ethnographisch-archäologische Forschungen
- 1953 : Tamuda (revue du Protectorat espagnol au Maroc)
- 1953 : Vierteljahrshefte für Zeitgeschichte
- 1955 : Annales d'Éthiopie
- 1956 : Bulletin d'archéologie marocaine
- 1957 : Journal of the History of Philosophy
- 1959 : Technology and Culture
- 1959 : Cahiers du monde russe
- 1960 : Le Mouvement social
- 1960 : Hespéris-Tamuda, issue de la fusion des revues Hespéris et Tamuda
- 1962 : Journal of the American Research Center in Egypt
- 1966 : Eighteenth-Century Studies
- 1967 : Iranian Studies Journal
- 1967 : Zeitschrift für Papyrologie und Epigraphik
- 1968 : Revue de l'Art
- 1968 : Journal of Popular Culture
- 1969 : Albion
- 1969 : Historical Studies in the Physical and Biological Sciences
- 1970 : Antike Welt
- 1971 : Archäologisches Korrespondenzblatt
- 1971 : Chiron
- 1972 : Göttinger Miszellen
- 1973 : Francia
- 1973 : Kailash
- 1973 : Studien zur altägyptischen Kultur
- 1975 : Geschichte und Gesellschaft
- 1978 : L’Histoire
- 1978 : Histoire de l'éducation (revue)
- 1979 : Petits Propos Culinaires
- 1981 : Late Imperial China
- 1982 : Communisme, Médiévales
- 1983 : Cahiers Georges Sorel puis Mil neuf cent : Revue d'histoire intellectuelle
- 1984 : Alaska History
- 1984 : Archäologie in Deutschland
- 1984 : Vingtième siècle : Revue d'histoire
- 1985 : Studi sul Settecento Romano
- 1985: Revue d'histoire du 19e siècle (anciennement 1848-Révolutions et mutations au XIXe siècle)
- 1986 : Mediterranean Historical Review
- 1988 : Nikephoros
- 1988 : Valentiana
- 1988 : Revolutionary History
- 1989 : Journal of Women’s History
- 1991 : Studia Troica
- 1992 : Central Asia Monitor, jusqu’en 2001
- 1992 : Amal
- 1993 : Bulletin d'histoire politique
- 1993 : Damals
- 1994 : Arthuriana
- 1994 : Chung-Hsing Historiography
- 1995 : Clio. Femmes, genre, histoire
- 1995 : History Review, revue quadrimestrielle britannique (liée au mensuel History Today)
- 1998 : Book History
- 1998 : Göttinger Forum für Altertumswissenschaft
- 1999 : Arkheia
- 2000 : Journal of Colonialism and Colonial History
- 2001 : La France pittoresque
- 2003 : Parlement(s) : Revue d'histoire politique
- 2003 : Maǧallat al-baḥṯ al-tārīḫī
- 2004 : Abenteuer Archäologie
- 2005 : Anabases
- 2010 : Zamane
- 2012 : Programming Historian
- 2016 : Maǧallat līksūs